# 福特剧院

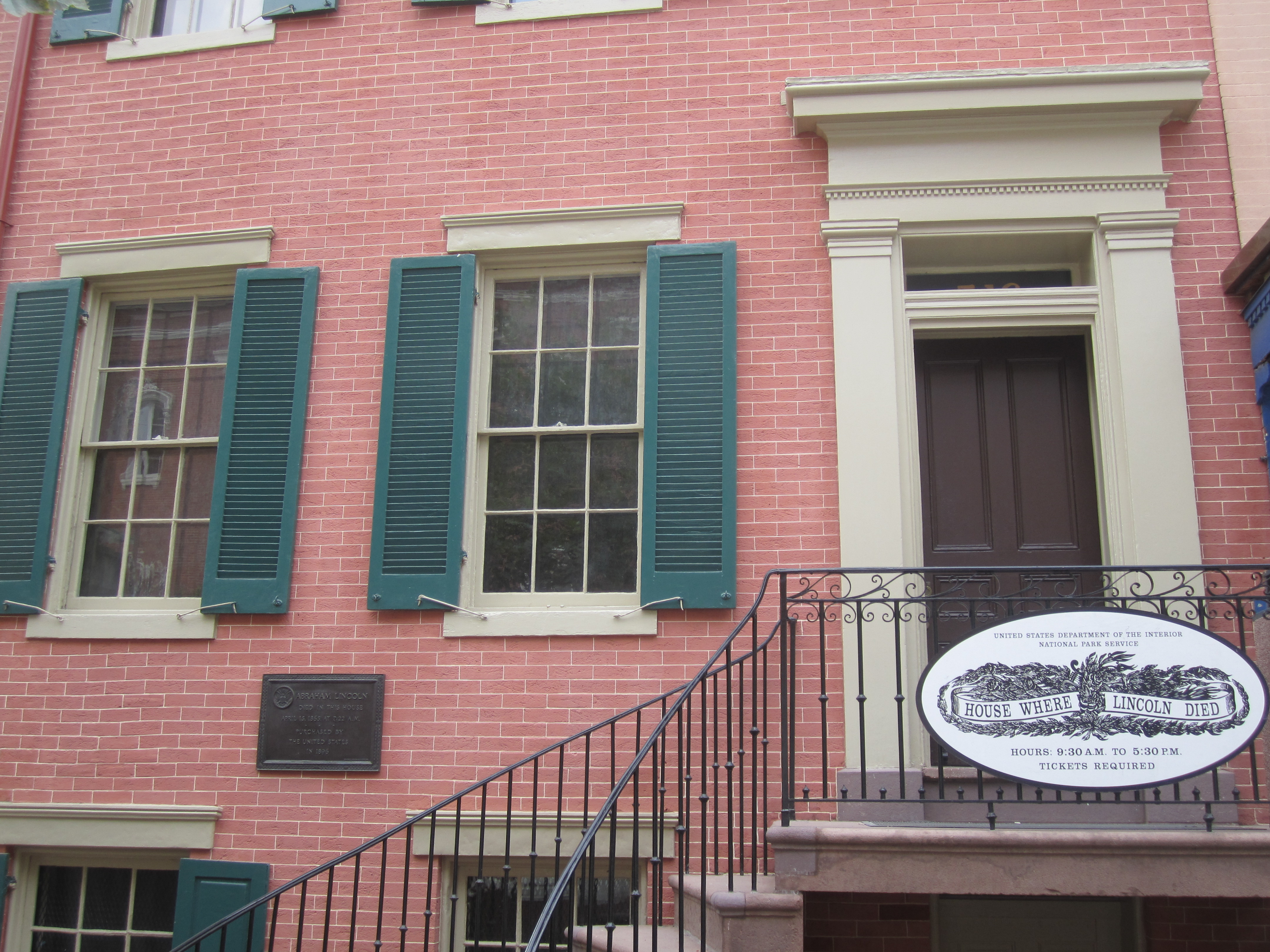

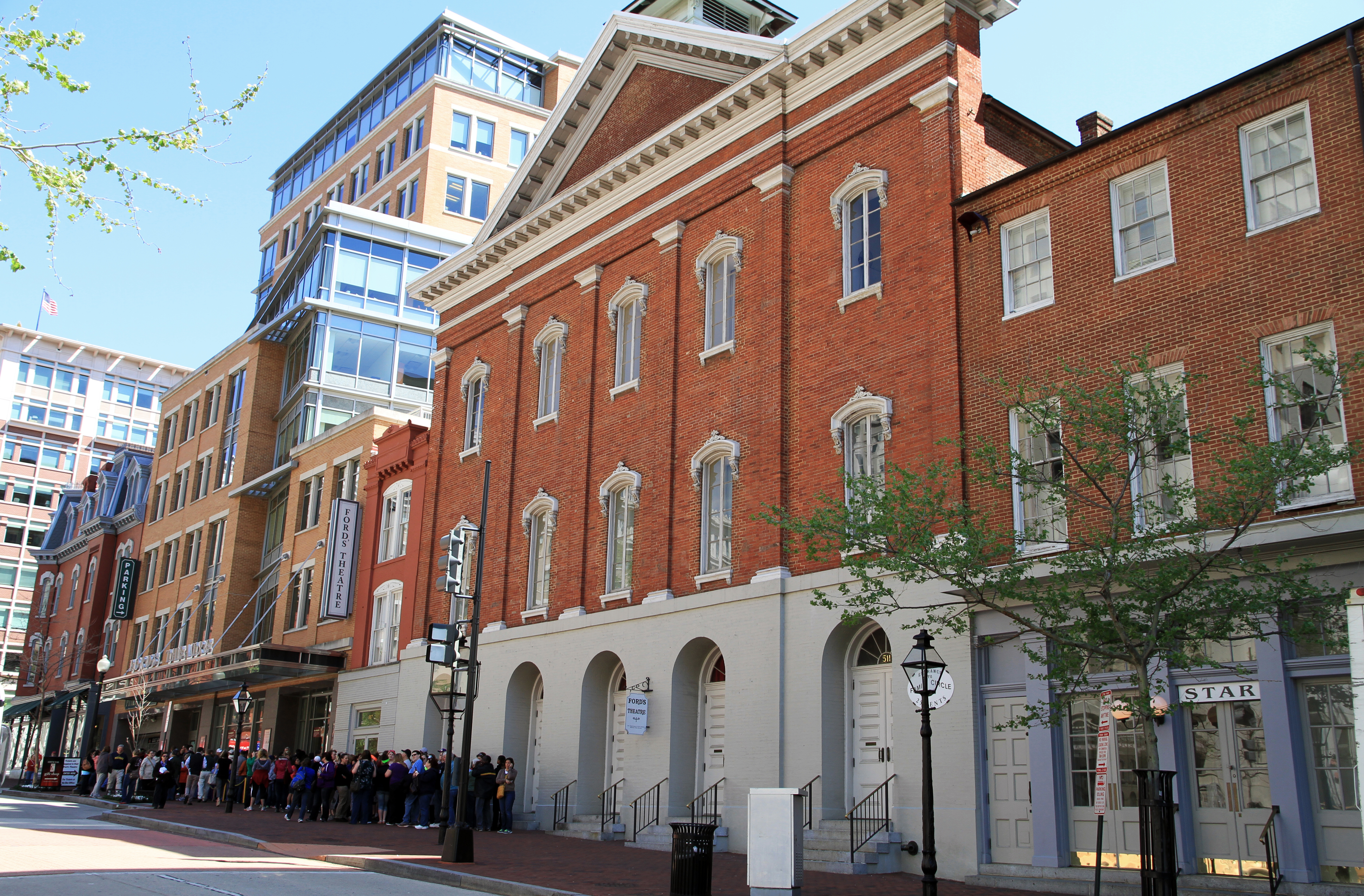
福特剧院

福特剧院（Ford's Theatre）是美国华盛顿哥伦比亚特区的一个历史悠久的剧院，位于西北区10街511号。1865年在4月14日美国总统亚伯拉罕·林肯在此遇刺，在街对面的彼得森住所去世。
此处原为第一浸信会教堂，建于1833年。1861年教堂迁往新址后，此处改为剧院，但次年就毁于火灾。1863年重建。林肯遇刺后剧院被封，禁止演出。该剧院后来被用作仓库和办公楼，在1893年6月9日部分坍塌，造成22人死亡。1968年修复后重新开放。21世纪初再次修复，于2009年2月12日林肯诞辰二百周年时开业。
彼得森住所和剧院现在作为“福特剧院国家历史遗址”加以保护。

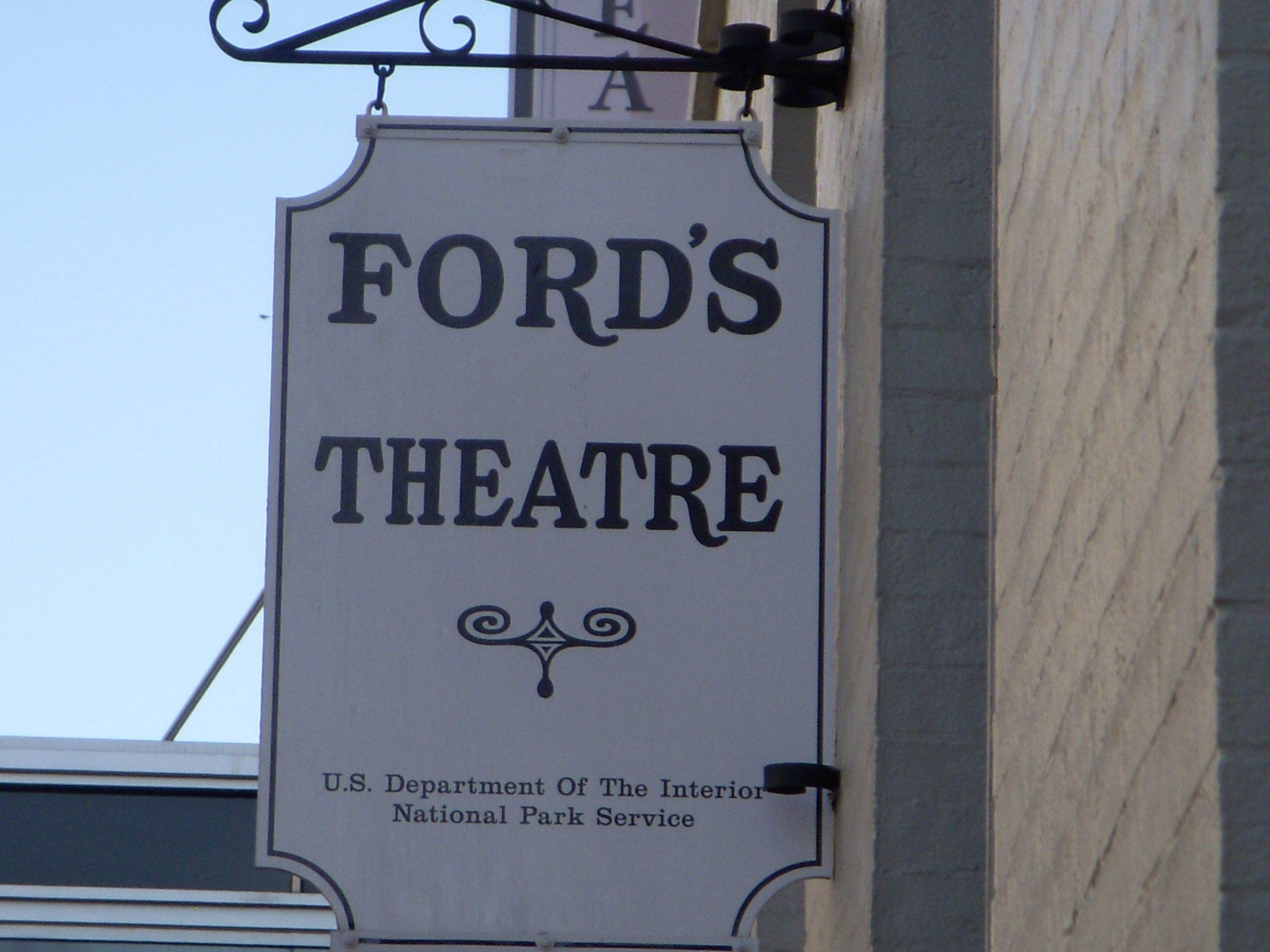

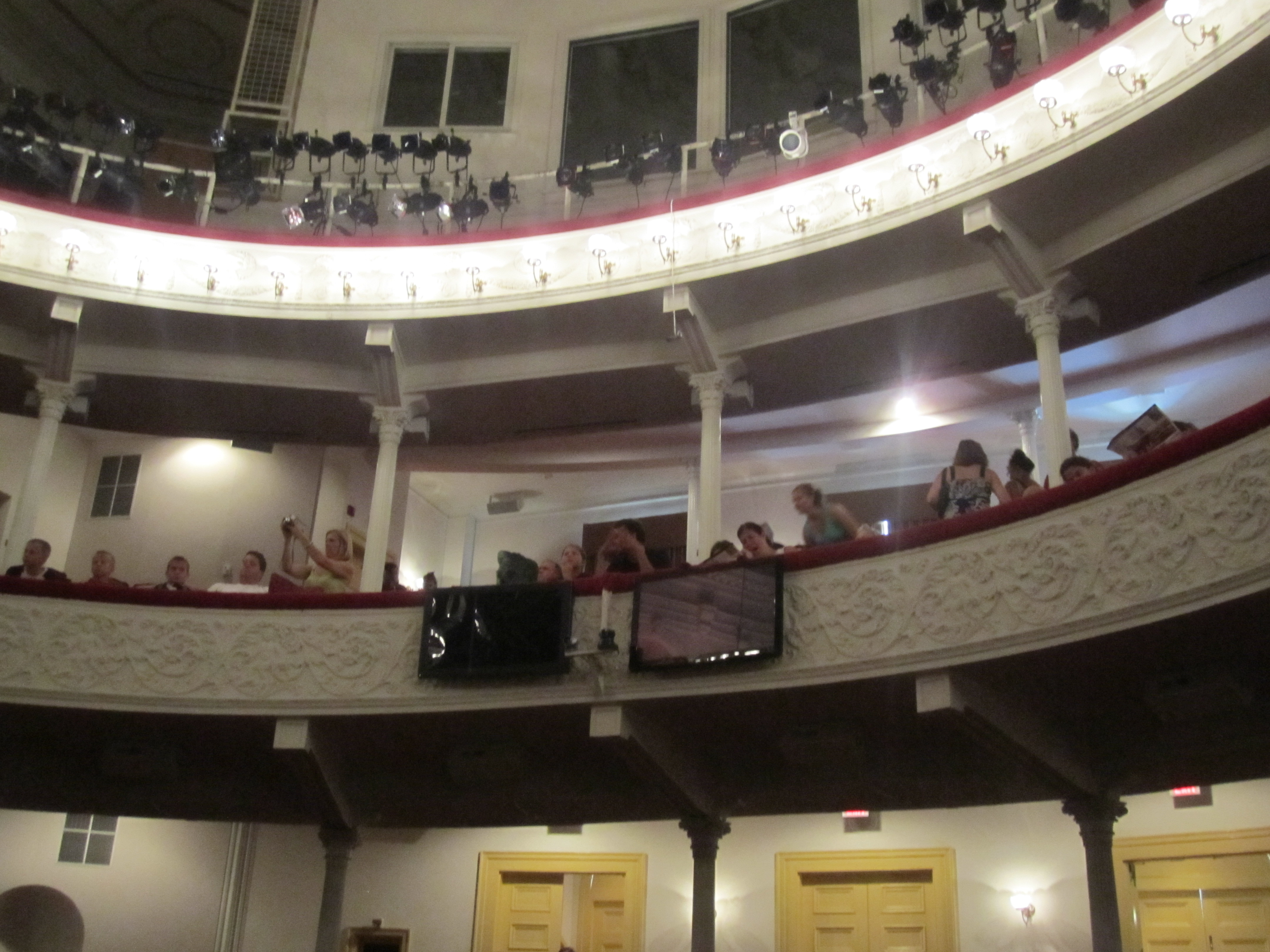
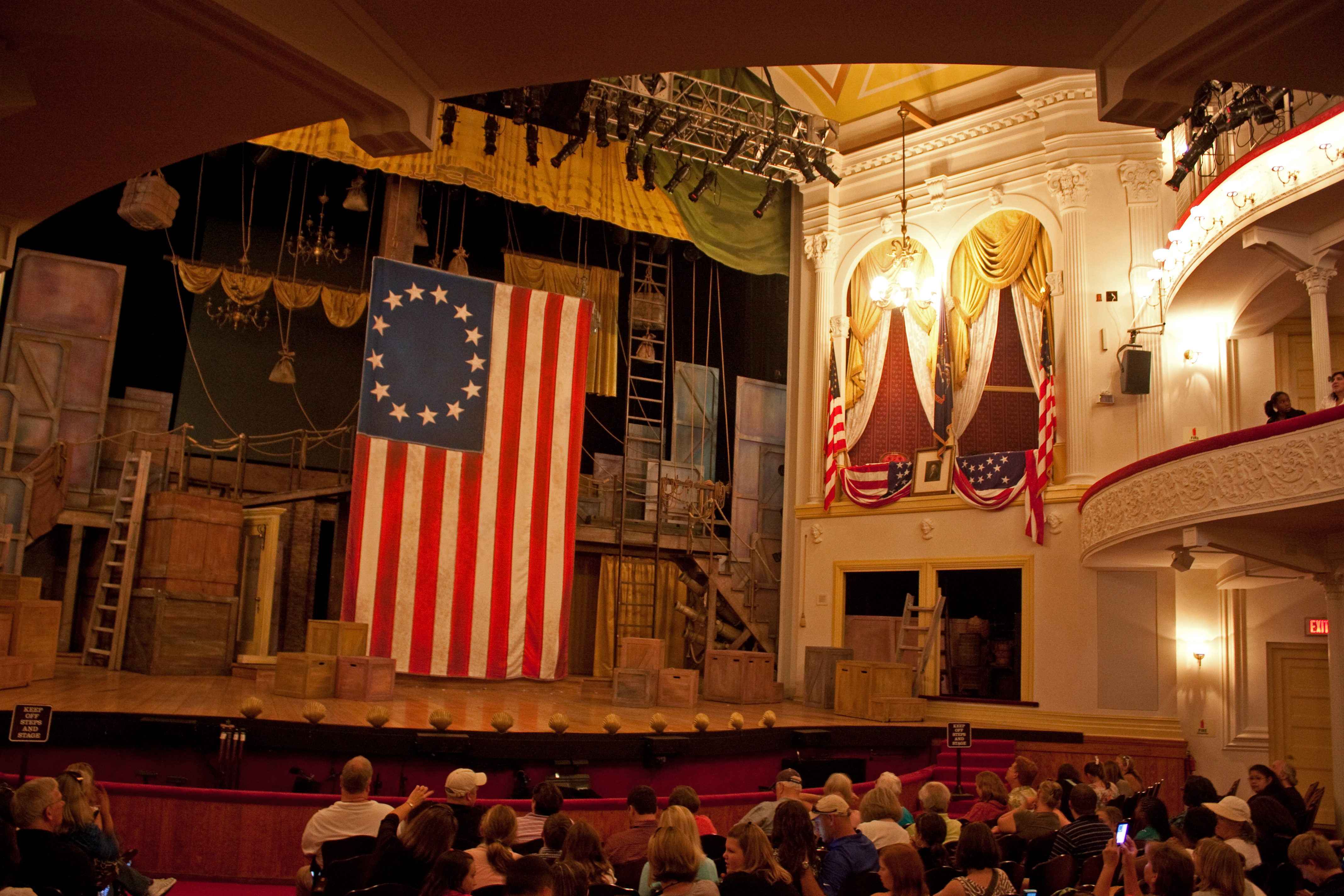
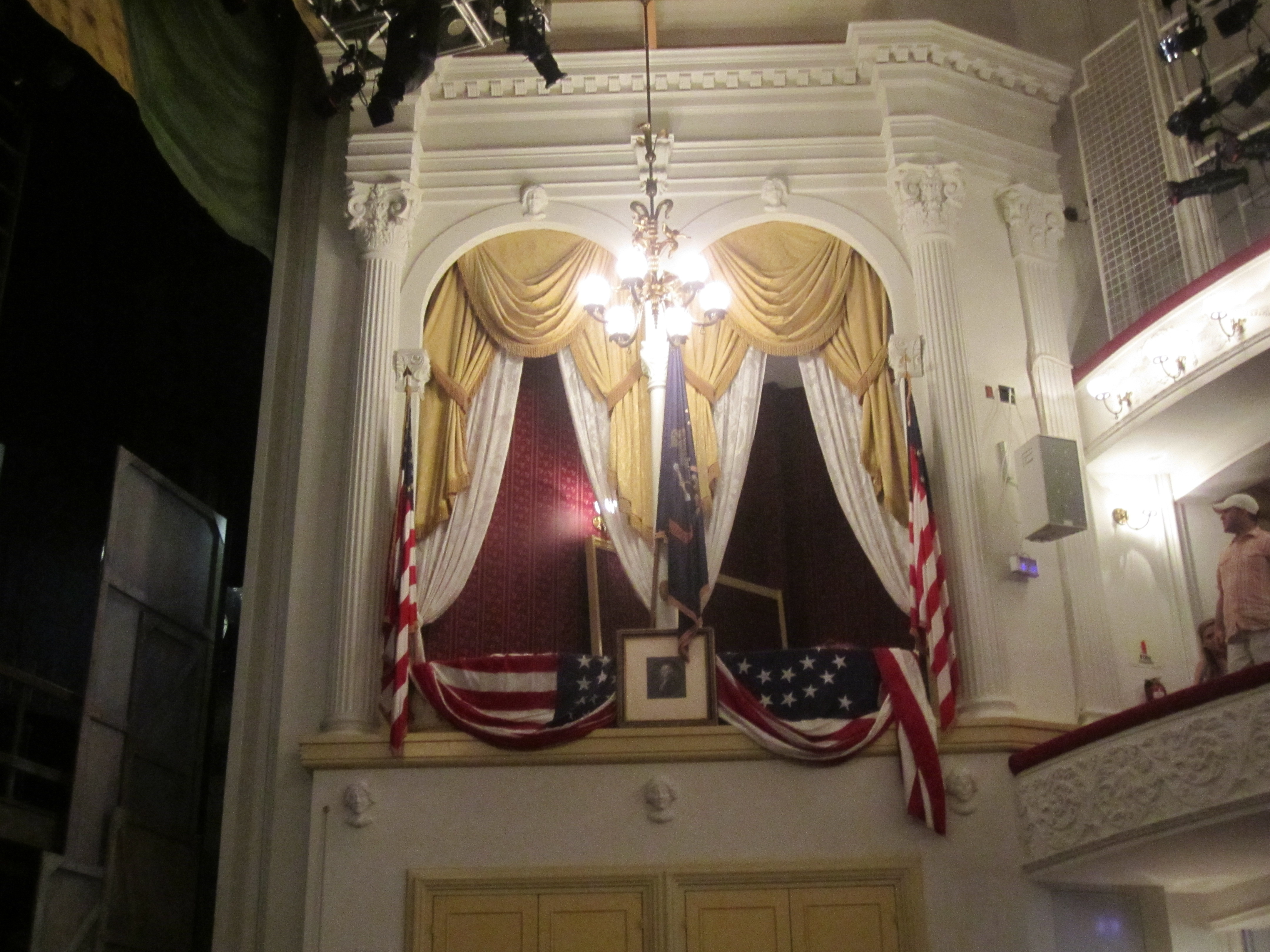